# Digimon Xros Wars
Digimon Xros Wars (яп. デジモンクロスウォーズ Дэдзимон Куросу Во:дзу) — шестой сезон японского аниме Digimon, показ которого на телеканале «TV Asahi» начался 6 июля 2010 года. Новости относительно этого сезона впервые появились в апреле 2010 года. Стиль мультипликации напоминает первые четыре сезона.

## Продукция
Спустя три с четвертью года после окончания пятого сезона Дигимонов, новый сезон был подтверждён Бандай. Официальное название сезона было объявлено в июньском номере журнала V Jump. Первыми представленными Дигимонами были Сётмон, Дорулумон, Баллистамон, Сётмон x4, Монитормон и новая модернизация Греймона. Digimon Xros Wars поддержаны новой карточной игрой, игрушками, и мангой, появляющейся в журнале V Jump.
Digimon Xros Wars — первая серия Дигимонов, которая выходит в Широком экране (16:9) и в HDTV (Full HD).

## Сюжет
После соревнования по баскетболу и встречи с Хиномато Акари и Цуруги Дзэндзиро, Тайки слышит таинственную мелодию. Затем он слышит голос умирающего Дигимона, которому, чтобы выжить, нужна помощь. После этого Тайки находит это существо, которое действительно находилось в плохом состоянии. Вокруг возник яркий свет, и перед Тайки появилось устройство, называемое Перекрёстным Загрузчиком. Мальчик взял его, несмотря на уговоры своих товарищей, и все ребята погрузились в Цифровой мир, в котором на ребят сразу напали Маммоны и Птераномоны, возглавляемые МадЛеомоном. Генерал Империи Багры атаковал команду Тайки, но ребят защитил Баллистамон, вылезший из под земли. Затем Тайки выпустил из устройства Сётмона, и они вдвоём принялись сражаться против МадЛеомона. Злодей всосал в себя Маммонов с Птераномонами и сменил свою форму, став сильнее. Но несмотря на это, Сётмону и Баллистомону удалось победить МадЛеомона с помощью Перекрёстного Загрузчика. Однако это было всего лишь первое их сражение, МадЛеомону удалось уйти, и между ним и ребятами проходили сражения и в будущем. Также Тайки, Акари и Дзэндзиро встретили таинственных парня, Аонама Кириху, и девочку, Амано Нэнэ.

## Персонажи

### Команда «Xros Heart»
- Тайки Кудо (яп. 工藤 タイキ Кудо: Тайки) — лидер команды «Xros Heart». Он любит помогать людям, из-за чего участвует в разнообразных соревнованиях, и часто выигрывает, хоть не тренировался в этом виде спорта. Он перенапрягает себя, из-за чего может упасть в обморок. Имеет Дигимона-партнёра, Сётмона, и ему дан Перекрёстный Загрузчик, чтобы Сётмон мог скрещиваться с другими Дигимонами.
- Акари Хиномото (яп. 陽ノ本 アカリ Хиномото Акари) — добрая и преданная девочка из шестого класса, поддерживающая Тайки.
- Дзэндзиро Цуруги (яп. 剣 ゼンジロウ Цуруги Дзэндзиро:) — одноклассник Тайки и его конкурент. Обладает навыками кэндо. Также хорош в механике, из-за чего может выполнять ремонт Баллистамона.
- Сётмон (яп. シャウトモン) — дигимон-партнёр Тайки. Трудолюбивый, дружественный Дигимон с сильным желанием помогать другим. Он любит петь и владеет микрофоном для развлечения и помощи в бою. Он обладает способностью объединяться с другими Дигимонами через процесс под названием «DigiXros». Он желает стать Королём Дигимонов, для того, чтобы он мог защитить всех в своей деревне.

Сётмон ×2 (яп. シャウトモン×２) — джогресс Сётмона с Баллистамоном. Сильный механический робот, часто использующий Звёздный Топор (скрещение Стармона с Пикмонами) и один раз скрещивался с ЧибиКамемоном, чтобы дышать под водой.
Сётмон ×3 (яп. シャウトモン×3) — джогресс Сётмона, Баллистамона и Дорулумона. Выглядит как человекоподобный воин.
Сётмон ×4 (яп. シャウトモン×4) — джогресс Сётмона, Баллистамона, Дорулумона и Стармона с Пикмонами. Выглядит как Сётмон ×3 с мечом.
- Баллистамон (яп. バリスタモン Барисутамон) — благородный, молчаливый Дигимон, по внешнему виду напоминающий автоматизированного жука. Скрещиваясь с Сётмоном, он формирует оружие, низ туловища и ноги Сётмона ×2 (первый вариант); левое плечо, низ туловища и оружие Сётмона ×2 (второй вариант), Сётмона ×3 и Сётмона ×4.
- Дорулумон (яп. ドルルモン Дорурумон) — сильный Дигимон, по внешнему виду подобнен волку с дрелями на теле. Скрещиваясь с Сётмоном, может преобразовываться в Доруру-пушку, а также формировать низ тела и правое плечо Сётмона ×3 и Сётмона ×4.
- Стармон (яп. スターモン Сута:мон) — маленький, звездообразный Дигимон в тёмных очках, желающий известности и состояния. Формирует рукоятку Звёздного Меча, который может использоваться Сётмоном или Сётмоном ×4.
- Пикмоны (яп. ピックモンズ Пиккумондзу) — большое количество маленьких Дигимонов, которые сопровождают группу. Несколько Пикмонов формируют лезвие Звёздного Меча. Существуют три разновидности Пикмонов. Также несколько Пикмонов могут превращаться в рогатку.
- Дондокомон (яп. ドンドコモン) — маленький Дигимон в виде барабана.
- Кутэмон (яп. キュートモン Кю:томон) — маленький розовый Дигимон в виде кролика, который носит наушники и шарф.
- Диджимон (яп. ジジモン) — Дигимон, выглядещий как старик. Он сопровождает команду «Xros Heart» и действует как их гид.
- ЧибиКамемон (яп. チビカメモン) — небольшой Дигимон-черепаха, который жил в Островной Зоне. После некоторых вдохновляющих слов Сётмона, ЧибиКамемон добровольно помогает в борьбе с Октомоном, формируя защитную раковину Сётмона ×2. Когда Команда «Xros Heart» покидает Островную Зону, ЧибиКамемон официально присоединяется к команде
- Найтмон — дигимон, спасённый Тайки в Озёрной зоне. Командир белых Паунчесмонов, служил Бастомону до перехода в Xros Herd.

### Команда «Синяя Вспышка»
- Кириха Аонума (яп. 青沼 キリハ Аонума Кириху) — белокурый военачальник мужского пола, завоевывающий других, устраняя их. Он возглавляет Команду «Синяя Вспышка» и командует Греймоном и МейлБёрдрамоном.
- Греймон (яп. グレイモン Гурэймон) — дигимон-партнёр Кирихи, выглядящий как обычный Греймон, только с синей кожей и металлическим хвостом.
  - МеталГреймон (яп. メタルグレイモン) — джогресс Греймона и МейлБёрдрамона.
- МейлБёрдрамон (яп. メイルバードラモン МэйруБа:дорамон) — металлический, похожий на птицу, Дигимон. Формирует броню спины МеталГреймона, крылья, хвост и шлем.

### Команда «Сумерки»
- Нэнэ Амано (яп. 天野 ネネ Амано Нэнэ) — таинственная девочка с каштановыми волосами, возглавляющая Команду «Сумерки». По пока неизвестной причине, она ищет сильного солдата и использует своих Монитормонов, чтобы шпионить за Тайки и Кирихой.
- Монитормоны (яп. モニタモン Монитамон) — группа Дигимонов с мониторами вместо голов, которых использует Нэнэ, чтобы шпионить за другими командами.
- Монимон (яп. モニモン) — зелёный Дигимон, которого носит Нэнэ на руках. Он напоминает маленький монитор с подобными листу антеннами.
- ДаркКнайтмон (яп. ダークナイトモン) — объединённая форма двух неназванных Дигимонов.

### Империя Багуры

#### Командиры
- Багурамон (яп. バグラモン Багурамон) — глава Империи Багуры.
- Лилитмон (яп. リリスモン Ририсумон) — одна из Семи Великих Демонов-Лордов и член Империи Багуры.
- Тактимон (яп. タクティモン Такутимон) — член Империи Багуры. Гений ведения тактики, который является прямым начальником МадЛеомона.
- Бластмон (яп. ブラストモン) — член Империи Багуры.

#### Генералы
- МадЛеомон (яп. マッドレオモン) — главнокомандующий армии Зелёной зоны. Выглядит, как воин лев-зомби. Первый генерал, с которым столкнулась Команда «Xros Heart». МадЛеомон может поглощать других Дигимонов, чтобы получить новые способности и силу. Он был уничтожен Сётмоном x3.

Армед МадЛеомон (яп. アームドマッドレオモン) — МадЛеомон, поглотвший двух Трупмонов, нескольких Чикуримонов и двух Маммонов, чтобы принять новую форму. Покрывается бронёй и стаёт оборудованным цепной пилой и гигантской рукавицей. Побеждён Сётмоном со Звёздным Мечом.
МадЛеомон (Орочи Мод) (яп. マッドレオモン（オロチモード）) — МадЛеомон, объединившийся с Орочимоном. Вооружён змеинными телами. Побеждён Сётмоном x2.
МадЛеомон (Финал Мод) (яп. マッドレオモン（ファイナルモード）) — МадЛеомон, поглотивший трёх Апемонов, чтобы получить увеличенную скорость и силу в этой форме. Побеждён Сётмоном x2 и Дорулумоном.
- Нептунмон (яп. ネプトゥーンモン Нептунмон) — один из генералов Тактимона. Имеет человекоподобное тело, хвост рыбы. Отправляется с армией к Островной Зоне, чтобы найти Коронный Код этой зоны. Побеждён Сётмоном x4.
- АнсиенВолкамон (яп. エンシェントボルケーモン ЭнсентоБорукемон) — генерал Империи Багуры в Зоне Магмы. Он со своей армией Мерамонов поработил группу Дигимонов, чтобы искать Коронный Код этой зоны. У АнсиенВолкамона есть большой вулкан на его спине, который прорывается всякий раз, когда он выходит из себя. Он уничтожен Сётмоном x4, которому удаётся засунуть камень в вулкан АнсиенВолкамона, заставляя его самоликвидироваться от давления.

#### Другие члены
- Баалмон (яп. バアルモン Баарумон) — неуловимый дигимон, связанный с армией Багуры, но имеющий разногласия с Командующими. Его прозвище — Жнец (яп. 死神 Синигами).

#### Армия Багуры
В Армию Багуры входят следующие Дигимоны:
- Зелёная Зона: Маммоны, Птераномоны, Чикуримоны, Трупмоны, Минотарумоны, Рхиномоны, Дримогемон, Оротимон.
- Островная Зона: Гизамоны, Хангуйомоны, Мэнтараймоны, Октомон, Флаймоны, Эбидрамоны, Сидрамоны.
- Зона Магмы: Мэрамоны, ДесМерамон, БлуМерамоны, Юкидарумоны.

## Список серий
| 1 | Тайки попадает в другой мир! (タイキ、異世界へ行く！) | 6 июля, 2010      |
| История начинается с мальчика седьмого класса по имени Тайки Кудо, которому приснился сон о командовании армией Дигимонов. На следующий день Тайки разыскивает красное мерцающее существо, и слышит таинственный голос, который дарит ему Перекрёстный Загрузчик, который поглощает красное существо. Он и его друзья, Акари Хиномото и Дзэндзиро Цуруги попадают в Цифровой Мир, где они подвергаются нападению МадЛеомона с его войсками. Группа спасена Баллистамоном, Стармоном, Пикмонами, и таинственным красным существом: Сётмоном. МадЛеомон поглощает несколько Чикуримонов, Трупмонов, и Маммонов, чтобы стать Армед МадЛеомоном. Тайки использует свой Перекрёстный Загрузчик, чтобы слить Сётмона и Баллистамона в более сильную форму. После повреждения Армед МадЛеомона, Сётмон использует скрещённых Стармона с Пикмонами в форме Звёздного Меча, чтобы свалить Армед МадЛеомона последним ударом. МадЛеомон и его оставшаяся армия уходят через появившуюся цифровую дверь. |                                                       |                   |
| 2 | Рычание Сётмона! (シャウトモン、吠える！)             | 13 июля, 2010     |
| Тайки и его друзья сталкиваются с Диджимоном, который рассказывает им об Империи Багуры. После этого Сётмон и Баллистамон уничтожают Птераномона, который бомбил деревню, Акари сталкивается с Кутэмоном и Дорулумоном. В другом месте Кириха Аонума, другой мальчик с Перекрёстным Загрузчиком, устраняет некоторые войска МадЛеомона своими Дигимонами, Греймоном и МейлБёрдрамоном. Сётмон расстраивается, когда Тайки, Акари и Дзэндзиро говорят о возвращении в человеческий мир, которое разрушило бы его мечту о становлении Королём Дигимонов. Тайки, Акари и Дзэндзиро отбывают без Сётмона, МадЛеомон выпускает Орочимона из клетки, который загоняет ребят в угол. Сётмон и Баллистамон приходят их спасти. Тогда МадЛеомон поглощает Орочимона, чтобы стать МадЛеомоном (Орочи Модом). Когда Тайки услышал, что Сётмон хочет стать королём, чтобы защитить свою деревню, он скрещивает Сётмона и Баллистамона в Сётмона ×2, который побеждает МадЛеомона (Орочи Мода). МадЛеомон отступает. |                                                       |                   |
| 3 | Появление противника: Кириха! (強敵キリハ、現る！)    | 20 июля, 2010     |
| Лилитмон, Тактимон и Бластмон встречаются с Багурамоном, чтобы обсудить существующую проблему с людьми. Из земли вырастают побеги гигантских бамбуков, окружая Деревню Улыбок. Позже выясняется, что это работа Дримогемона - одного из подчинённый Империи Багуры. Дзэндзиро пойман сверху одного из ростков. К Тайки и его группе приближается Кириха, который хочет, чтобы Тайки стал его подчинённым, и нападает на них МейлБёрдрамоном. После нанесения ряда ударов, Кириха отбывает. МадЛеомон нападает с несколькими Апемонами и Птераномонами. После слияния Сётмона и Баллистамона в Сётмона ×2, МадЛеомон поглощает Апемонов, чтобы стать МадЛеомоном (Финал Модом). Кутэмон и Дорулумон приходят на помощь Сётмону ×2, Дзэндзиро использует Звёздный Меч, чтобы уничтожить Дримогемона и удалить бамбуковые ростки. Разъяренный, МадЛеомон начинает самоликвидироваться взрывом. Сётмон, Баллистамон и Дорулумон скрещиваются, чтобы сформировать Сётмона ×3, который уничтожает МадЛеомона окончательно. На месте МадЛеомона появился чип, к группе приближается девочка по имени Амано Нэнэ. |                                                       |                   |
| 4 | Схватка в Островной зоне! (アイランドゾーン、激動！)  | 27 июля, 2010     |
| Нэнэ представляется команде Тайки и рассказывает им о Коронном Коде, который является доказательством собственности над зоной. Она учит Тайки, как переходить к другой Зоне. Итак, ребята попадают в Островную Зону, где спасают Арчеломона от группы Гизамонов, ищущих Коронный Код Зоны. После этого Арчеломон говорит, что Коронный Код находится в месте, которое очень трудно найти. Генерал Империи Багура, Нептунмон узнаёт о присутствии Команды «Xros Heart» от одного из Гизамонов и получает приказ от Тактимона остановить её. Флот Нептунмона подходит вплотную к острову. В то время как Арчеломон сохраняет ЧибиКамемона и других своих компаньонов скрытыми, команда «Xros Heart» ныряет под воду, чтобы забраться на флот и уничтожить его изнутри. Когда часть флота была уничтожена, на ребят нападает Октомон, который пытается утопить всех ребят. Сётмон и Баллистамон скрещиваются, образуя Сётмона ×2. ЧибиКамемон приплывает, чтобы помочь. Он скрещивается с Сётмоном ×2, что позволяет ему дышать под водой. Сётмон ×2 побеждает Октомона. Тем временем войскам Нептунмона удается захватить Арчеломона. |                                                       |                   |
| 5 | Сияние Диги-памяти! (デジメモリ、輝く！)              | 3 августа, 2010   |
| Нептунмон узнаёт местоположение Коронного Кода от Арчеломона. Оказывается, что остров стоит на огромном Дигимоне, Королевском Хуэмоне. Нептунмон посылает армию Флаймонов, чтобы те закинули взрывчатые вещества в пасть Королевского Хуэмона, чтобы парализовать его. Сётмон использовать своё собственное тело, чтобы защитить огромного Дигимона. Тайки пошёл спасать Сётмона, их обоих глотает Королевский Хуэмон с Флаймонами в преследовании. Тайки использует Пикмонов, чтобы найти Коронный Код, но был скоро заманен в засаду Флаймонов, которые жалят Сётмона со смертельным ядом. Слыша молитвы его друзей, Королевский Хуэмон спугивает Флаймонов, дает Тайки часть своего жира, чтобы вылечить Сётмона, и позволяет им взять Коронный Код. Однако, после выхода из Хуэмона, они наталкиваются на Эбидрамона, который схватил Сётмона ×2 своей клешнёй. Хуэмон показывает, что есть Диги-память легендарных Дигимонов в храме под ним. ЧибиКамемон плывёт в храм и достаёт коробку, содержащую Диги-память. Тайки использует одну карточку, чтобы вызвать данные Левиамона, который помогает Сётмону ×2 в уничтожении Эбидрамона. Ребята отказываются отдать Коронный Код и Диги-память, Нептунмон направляет армию Сидрамонов против команды «Xros Heart». |                                                       |                   |
| 6 | X4, преодолевая кризис! (Ｘ４、危機突破！)            | 10 августа, 2010  |
| Кириха прибывает вместе с МейлБёрдрамоном и уничтожает нескольких Сидрамонов. Тайки использует другую Диги-память, вызвав МаринАнгемона, который использует свои Волны Любви, чтобы отвлечь Сидрамонов. Сётмон x2 переносит команду «Xros Heart» к врагу, и Дзэндзиро использует Звёздный Меч, чтобы освободить Арчеломона. Нептунмон тогда скинул их в воду и приказал, чтобы Сидрамоны заморозили океанскую поверхность. Дорулумон прибывает и нападает на Нептунмона. Тайки тогда сливает Сётмона, Баллистамона, Дорулумона и Звёздный Меч в Сётмона x4. Сётмон x4 борется против разумного копья "Королевского Укуса" Нептунмона, в конечном счёте используя Нептунмона в качестве щита против его собственного оружия. После смерти Нептунмона, ЧибиКамемон присоединяется к команде «Xros Heart», а Дорулумон уходит. |                                                       |                   |
| 7 | Взрывающийся Дигимон-вулкан! (火山デジモン、大爆発！) | 17 августа, 2010  |
| Команда «Xros Heart» прибывает в Зону Магмы и решает отдохнуть на Горячем Источнике. Однако, вскоре на них напала армия Мерамонов, во главе с ДесМерамоном и БлуМерамоном. Хотя им удаётся избить армию ДесМерамона, противников оказывается слишком много, пока Дорулумон не прибывает с Кутэмоном и не вынуждает их отступить. Кутэмон объясняет, что ищет своих родителей и рассказал о том, как он встретился в первый раз с Дорулумоном. ДесМерамон сообщает АнсиенВолкамону (генералу империи Багуры в Зоне Магмы) об этом. Дорулумон всё ещё отказывается присоединиться к команде «Xros Heart», все решают следовать за ним, и натыкаются на лагерь порабощённых Дигимонов, ищущих Коронный Код. Дорулумон уходит прочь, другие направляются в тюрьму, которая, оказывается, ловушкой, поставленной ДесМерамоном. Мерамоны атакуют команду «Xros Heart». Дорулумон приходит на помощь, после чего один из пленников Беармон сообщает им, что родители Кутэмона также пленные. Тайки создаёт Сётмона x3, который побеждает ДесМерамона с некоторой поддержкой со стороны Кутэмон. К сожалению для команды «Xros Heart», АнсиенВолкамон пришёл и вступил в сражение.                                                                                              |                                                       |                   |
| 8 | (猛将タクティモン、迫る！)                            | 24 августа, 2010  |
| 9 |                                                       | 31 августа, 2010  |
| 10 |                                                       | 14 сентября, 2010 |
| 11 |                                                       | 14 сентября, 2010 |
| 12 |                                                       | 21 сентября, 2010 |

## Штат

### Сэйю
- Минами Такаяма — Тайки Кудо
- Тика Сакамото — Сётмон
- Рёко Сираиси — Акари Хиномото, ЧибиКамемон
- Дайсукэ Кисио — Дзэндзиро Цуруги
- Коити Ямадэра — Баллистамон
- Такахиро Сакураи — Дорулумон
- Бин Симада — Стармон, Тактимон, Диджимон
- Такэси Кусао — Кириха Аонума, Бластмон
- Ханава — Греймон
- Кокоро Кинути — Спарроумон, Сякомон (4-6), Праиримон (7-8)
- Хоко Кувасима — Нэнэ Амано, Кутэмон, Лилитмон
- Юко Маруяма — Монитормон
- Нобуо Тобита — МадЛеомон (1-3)
- Мицуаки Мадоно — Нептунмон (4-6)
- Киёюки Янада — АнсиенВолкамон (7-9)
- Ититару Аи — Командир Гизамонов (4-6), Пакамон (4-6)
- Масато Обара — Командир Хангуйомонов (4)
- Юсукэ Нумата — Командир Флаймонов (5)
- Томоми Нисимура — Арчеломон (4-6)
- Томохиса Асо — ДесМерамон (7-9)
- Кэндзи Акабанэ — Мерамон (7)
- Хироаки Миура — БлуМерамон (7-9)
- Томохиса Хасидзумэ — Беармон (7)
- Томоми Касай — Бастемон (10)